# Declaración de independencia de Nueva Zelanda
La Declaración de la Independencia de Nueva Zelanda, en  maorí: He Whakaputanga o te Rangatiratanga o Nu Tireni, firmada por varios jefes  maoríes en 1835, proclamó la independencia soberana de Nueva Zelanda antes de la firma del Tratado de Waitangi en 1840.

## Fondo y firma
En 1834, James Busby, el residente oficial británico en Nueva Zelanda, redactó un documento conocido como la «Declaración de la Independencia de Nueva Zelanda», que él y 34 jefes del norte Māori, incluyendo Tāmati Wāka Nene, Tītore y los hermanos de la Bahía de las Islas; Te Wharerahi, Rewa, y Moka Te Kainga-mataa, firmaron en Waitangi el 28 de octubre de 1835. En 1839, 52 jefes habían firmado el documento.
En el proceso de firma, los jefes se establecieron como representantes de una confederación bajo el título de «Tribus Unidas de Nueva Zelanda». Los misioneros  Henry Williams y George Clarke tradujeron la «Declaración» y firmaron como testigos; los comerciantes James Clendon y Gilbert Mair también firmaron como testigos.
La Declaración surgió en respuesta a las preocupaciones sobre la anarquía de los súbditos británicos en Nueva Zelanda y en respuesta al temor de que Francia declarara la soberanía sobre las islas. En ese momento, un francés, Charles de Thierry, que se titulaba a sí mismo 'Charles, Barón de Tierry, Jefe Soberano de Nueva Zelanda y Rey de Nuku Hiva', en las Islas Marquesas, buscaba establecer una colonia en un terreno de 16 000 hectáreas (40 000 acres) que afirmaba haber comprado en el Hokianga. El documento también surgió de los movimientos de la sociedad maorí. A partir de 1816, varios jefes del norte de Māori visitaron las colonias de Nueva Gales del Sur y la isla Norfolk, así como Inglaterra, lo que dio lugar a discusiones sobre la unificación de las tribus y la formación de un gobierno maorí. Los maoríes se había involucrado en el comercio internacional y poseía barcos comerciales. En 1834, los jefes habían seleccionado una bandera para los buques procedentes de Nueva Zelanda.
La necesidad de una bandera de Nueva Zelanda se hizo evidente por primera vez cuando el buque mercante Sir George Murray, construido en la Hokianga, fue incautado por los funcionarios de aduanas en el puerto de Sídney. El barco había estado navegando sin bandera, una violación de las leyes de navegación británicas. Nueva Zelanda no era una colonia en ese momento y no tenía bandera. La detención del barco habría despertado indignación entre la población maorí. A menos que se seleccionara una bandera, se seguirían capturando buques. La bandera, enmendada ligeramente en la gaceta oficial, se convirtió en la primera bandera neozelandesa distintiva. Ya en 1900 todavía se utilizaba para representar a Nueva Zelanda, y apareció en la Medalla de Guerra Sudafricana que se expidió a los soldados neozelandeses de la Guerra de los Bóer y fue inscrita con la frase Success to New Zealand Contingent 1899-1900 La versión no enmendada de la bandera, con estrellas de ocho puntas y fimbriación negra, sigue siendo ampliamente utilizada por los grupos maorís.
La Declaración se exhibe en la Biblioteca Nacional de Nueva Zelanda, como parte de la exposición He Tohu, junto con el Tratado de Waitangi y la petición de sufragio femenino de 1893.

## La Declaración
Los jefes hereditarios y los jefes de las tribus del norte de Nueva Zelanda declararon la constitución de un estado independiente. Acordaron reunirse en Waitangi cada año para elaborar leyes e invitaron a las tribus del sur de Nueva Zelanda a «dejar de lado sus animosidades privadas» y unirse a ellas.

### Explicación del texto de Māori

Bandera de las tribus unidas de Nueva Zelanda

El diseño original de la bandera, con estrellas de ocho puntas y fimbriación negra, es hoy ampliamente utilizado por los grupos maoríes

El texto de la Declaración fue redactado por los 'tino rangatira (jefes hereditarios) de la parte septentrional de Nueva Zelanda y utiliza el término Rangatiratanga para referirse a la independencia, declarando al país un whenua Rangatira, un estado independiente, conocido como las «Tribus Unidas de Nueva Zelanda», Te Wakaminenga o nga Hapu o Nu Tireni
La traducción del segundo párrafo es «que todo poder y autoridad soberanos en la tierra» —Ko te Kingitanga ko te mana i te w[h]enua— debe «residir entera y exclusivamente en los jefes hereditarios y jefes de tribus en su capacidad colectiva», expresada como las Tribus Unidas de Nueva Zelanda.
Los términos Kingitanga y mana se utilizaron para reclamar la soberanía del Estado a la asamblea de los jefes hereditarios, y también se declaró que no existiría ningún gobierno (kawanatanga) excepto por personas nombradas por la asamblea de jefes hereditarios.

## Los impactos de la Declaración
Los firmantes enviaron una copia del documento al rey Guillermo IV (que reinó de 1830 a 1837), pidiéndole que actuara como protector del nuevo estado. El Rey había reconocido previamente la bandera de las Tribus Unidas de Nueva Zelanda, y ahora reconocía la Declaración en una carta de Lord Glenelg (Secretario de Estado británico para la Guerra y las Colonias) fechada el 25 de mayo de 1836.
Decía, en parte:

He recibido una carta del Sr. Busby en la que se adjunta una copia de la Declaración de los jefes de las partes septentrionales de Nueva Zelanda en la que se establece la independencia de su país y se declara la Unión de sus respectivas tribus en un solo Estado, bajo la denominación de Tribus Unidas de Nueva Zelanda.
Percibo que al mismo tiempo los jefes llegaron a la resolución de enviar una copia de su Declaración a Su Majestad, para agradecerle su reconocimiento de su Bandera, y para suplicarle que, a cambio de la amistad y la protección que han mostrado, y están dispuestos a mostrar, a los súbditos británicos que se han asentado en su país o que han recurrido a sus costas con fines comerciales, Su Majestad siga siendo el padre de su incipiente Estado y su Protector de todos los intentos de independencia.
Con referencia al deseo que los jefes han expresado en esta ocasión de mantener un buen entendimiento con los súbditos de Su Majestad, será conveniente que se les asegure, en nombre de Su Majestad, que no dejará de aprovechar todas las oportunidades de demostrar su buena voluntad y de prestar a esos jefes el apoyo y la protección que sean compatibles con el respeto debido a los derechos justos de los demás y a los intereses de los súbditos de Su Majestad.

- Lord Glenelg, en una carta al Mayor General Sir Richard Bourke, Gobernador de Nueva Gales del Sur, 25 de mayo de 1836.

La Declaración no fue bien recibida por la Oficina de la Colonia, y se decidió que se necesitaba una nueva política para Nueva Zelanda como medida correctiva.

Cabe destacar que el Tratado de Waitangi fue firmado entre la Corona británica y «los jefes de las Tribus Unidas de Nueva Zelanda» en reconocimiento de su soberanía independiente.

## Efecto Legal
Existe cierto debate sobre si la Declaración tuvo algún efecto legal en Nueva Zelanda. La mayoría de los comentaristas jurídicos sostienen que la reivindicación de la independencia solo duró hasta la firma del Tratado de Waitangi en 1840[12] En 2010, el iwi (tribu) de Northland solicitó al Tribunal de Waitangi que dictaminara si la tribu había renunciado de hecho a la soberanía en 1840 cuando firmó el Tratado. El historiador Paul Moon ha afirmado que es improbable que la tribu pueda llevar la reivindicación mucho más lejos, ya que la tribu ha malinterpretado la forma en que funcionan los tratados.
El artículo 2 del Tratado de Waitangi garantiza a los jefes la continuidad de su jefatura y la propiedad de sus tierras y tesoros, —taonga—. También especifica que Māori podría vender tierras sólo a la Corona. La mayoría de los neozelandeses consideran que el Tratado de Waitangi es el documento fundacional de la nación, con soberanía formal conferida a la Corona británica (la Corona en Derecho de Nueva Zelanda desde 1947), pero la existencia de diferentes versiones del Tratado, tanto en Māori como en inglés, y su brevedad, dejan este tema sujeto a discusiones sobre la interpretación preferida.
Pero de hecho, la federación de tribus independientes quedó subsumida en un nuevo cuerpo político después de 1840, independientemente de la legalidad o legitimidad de este proceso. Así pues, el Tratado de Waitangi anuló la Declaración a todos los efectos prácticos; es el «Tratado», y no la «Declaración», el que proporciona el fundamento jurídico de las reclamaciones para la reparación de los errores históricos. Por esta razón, los abogados constitucionalistas consideran la Declaración como un documento histórico que ya no tiene fuerza legal.

### Reclamación del Tribunal Ngāpuhi Waitangi (investigación Te Paparahi o te Raki)
En 2010, el Tribunal de Waitangi comenzó a escuchar la demanda de Ngāpuhi de que no se cedió la soberanía en su firma del Tratado de Waitangi. El Tribunal, en su investigación de Te Paparahi o te Raki (Wai 1040) está en proceso de considerar los entendimientos de Maorí y de la Corona sobre la Declaración y el Tratado. Este aspecto de la investigación plantea cuestiones sobre la naturaleza de la soberanía y si los signatarios del Tratado de Waitangi tenían la intención de transferir soberanía.
Muchos de los argumentos utilizados se esbozan en el libro de Paul Moon Te Ara Ki Te Tiriti: The Path to the Treaty of Waitangi (2003), que argumentaba que no sólo los firmantes de Māori no tenían intención de transferir soberanía, sino que en aquel momento el gobierno británico y James Busby no deseaban adquirirla y que los desarrollos y justificaciones que conducían al estado actual eran posteriores. Se estima que las audiencias durarían entre 4 y 6 años y podrían constituir un precedente para todos los iwi si el Tribunal reconocía la soberanía de Ngāpuhi Una interpretación común de la Declaración de las Tribus Unidas es que el gobierno británico simplemente estaba reconociendo la independencia de Ngāpuhi y poniendo al mundo en evidencia, simplemente reafirmando la soberanía que había existido «desde tiempos inmemoriales».
La primera etapa del informe se publicó en noviembre de 2014 y se encontró que los jefes nunca aceptaron renunciar a su soberanía cuando firmaron el Tratado de Waitangi en 1840.  La gerente del Tribunal, Julie Tangaere, dijo que en la liberación del informe a los demandantes Ngapuhi:

Tus tupunas (ancestros) no regalaron su maná en Waitangi, en Waimate, en Mangungu. No cedieron su soberanía. Esta es la verdad que han estado esperando mucho tiempo para escuchar.

La segunda etapa del informe se redactó después de que se recibieran las presentaciones finales en mayo de 2018.